# 113621 Danielafaggi
113621 Danielafaggi este o planetă minoră (asteroid), cu un diametru de 5,361 km, din centura de asteroizi. A fost descoperită pe 3 octombrie 2002 la  de . 
Obiectul prezintă o orbită caracterizată de o semiaxă mare de 3,1067173472493 UAi, o excentricitate de 0,10980417093942, o înclinație de 9,4570719186045 ° în raport cu ecliptica.